# 4th「一起走吧！」
《4th「一起走吧！」》（4th「いきまっしょい！」）是日本的女子偶像組合早安少女組。的第4枚原創專輯。於2002年3月27日發行。唱片公司為zetima。

## 概要
- 與上一張專輯《Best! 早安少女組。1》相距約1年2個月。與上一張原創專輯《3rd -LOVE Paradise-》相距約2年。
- 收錄第12張單曲《The☆Pea～ce! / 充滿愛的大宇宙》至第14張單曲《是啊！We're ALIVE》，一共4首A面曲。
- 此專輯更收錄了第11張單曲《戀愛革命21》的13人版和美勇傳的第10張單曲《一言不發 I LOVE YOU》。
- 四期成員石川梨華、吉澤瞳、辻希美、加護亞依、五期成員高橋愛、紺野朝美、小川麻琴、新垣里沙加入後第一張原創專輯。
- 本作分CD盤1種版本
- 在4月8日於公信榜專輯週排行榜取得第1位。

## 收錄內容

### CD（初回限定盤、CD盤）
全作詞、作曲：淳君
1. The☆Pea～ce! (Complete Version)［］
  - 編曲：Dance☆Man
  - 第12單曲
2. 記念一些好事情的時刻（いいことある記念の瞬間）
  - 編曲：Dance☆Man
3. Mr. Moonlight ～愛的Big Band～ (Long Version)［］
  - 編曲：鈴木俊介
  - 13th單曲，五期成員高橋愛、紺野朝美、小川麻琴、新垣里沙加入後第一張單曲
4. 首個搖滾演唱會（初めてのロックコンサート）
  - 編曲：AKIRA
  - 飯田圭織、保田圭、矢口真里、後藤真希、辻希美、小川麻琴主唱
5. 男朋友（男友達）
  - 編曲：鈴木俊介
  - 安倍夏美主唱
6. 是啊！We're ALIVE（そうだ！We're ALIVE）
  - 編曲：Dance☆Man
  - 14th單曲
7. 充滿愛的大宇宙 (Album Version)［］
  - 編曲：鈴木俊介
  - 12th單曲
8. 一起走吧！（いきまっしょい！）
  - 編曲：小西貴雄
9. 電車上的那兩個人（電車の二人）
  - 編曲：前嶋康明
  - 安倍夏美、石川梨華、吉澤瞳、加護亞依、高橋愛、紺野朝美、新垣里沙主唱
10. 非常熱情的主題曲（本気で熱いテーマソング）
  - 編曲：Dance☆Man
11. 最喜歡的前輩（好きな先輩）
  - 編曲：高橋諭一
  - 五期成員高橋愛、紺野朝美、小川麻琴、新垣里沙主唱
12. 戀愛革命21 (13人 Version)［］
  - 編曲：Dance☆Man
  - 11th單曲
13. 一言不發 I LOVE YOU（なんにも言わずに I LOVE YOU）
  - 編曲：小西貴雄